# Cầu thủ xuất sắc nhất năm của PFA

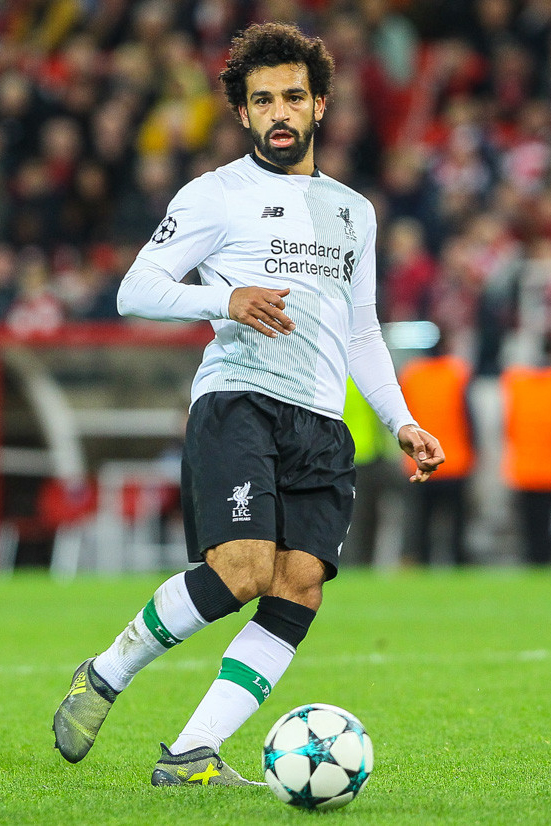
Mohamed Salah đoạt giải năm 2018 cho màn trình diễn ấn tượng của anh trong màu áo Liverpool

Cầu thủ xuất sắc nhất năm của Hiệp hội Cầu thủ Chuyên nghiệp Anh (hay thường gọi là Cầu thủ xuất sắc nhất năm của PFA hay đơn giản là Cầu thủ xuất sắc nhất năm) là một giải thưởng thường niên được trao cho cầu thủ được coi là xuất sắc nhất mùa giải trong bóng đá Anh. Giải được trao từ mùa 1973-1974 và chủ nhân giải được bầu chọn bởi một cuộc bỏ phiếu giữa các thành viên thuộc Hiệp hội Cầu thủ Chuyên nghiệp Anh (Professional Footballers' Association, viết tắt là PFA). Chủ nhân giải hiện tại là Erling Haaland, người đoạt giải vào ngày 29 tháng 8 năm 2023 lần đầu tiên trong mùa giải 2022-23, đại diện cho câu lạc bộ Manchester City.
Người nhận giải đầu tiên là hậu vệ của Leeds United Norman Hunter. Tính đến năm 2017, chỉ có Mark Hughes, Alan Shearer, Thierry Henry, Cristiano Ronaldo và Gareth Bale từng giành giải hai lần, riêng Ronaldo và Henry còn là những cầu thủ duy nhất giành danh hiệu hai mùa bóng liên tiếp. Trong năm cầu thủ trên, chỉ có Shearer đoạt danh hiệu với hai đội bóng khác nhau. Mặc dù có một danh hiệu riêng mang tên Cầu thủ trẻ xuất sắc nhất năm của PFA dành cho các cầu thủ dưới 23 tuổi, những cầu thủ trẻ vẫn đủ điều kiện để giành danh hiệu này. Chỉ có ba mùa lần cùng một cầu thủ sở hữu cả hai danh hiệu trên trong một mùa giải, đó là Andy Gray vào mùa 1976–77, Ronaldo vào mùa 2006–07 và Bale vào mùa 2012–13.
Chỉ có ba cầu thủ không phải người Châu Âu đoạt giải là Luis Suárez (Uruguay) vào 2013-14, Riyad Mahrez (Algeria) vào 2017-18 và Mohamed Salah (Ai Cập) vào 2017-18 và 2021-22.
Trong mỗi mùa xuân, các thành viên của hiệp hội sẽ bầu chọn hai cầu thủ. Danh sách đề cử rút gọn sẽ được công bố vào tháng 4 và người chiến thắng giải thưởng, cùng với những người chiến thắng các giải thưởng thường niên khác của PFA và được công bố tại một sự kiện dạ tiệc ở London. Giải thưởng này được bản thân các cầu thủ coi là cực kỳ danh giá, với Teddy Sheringham mô tả nó vào năm 2001 là "giải thưởng cá nhân lớn nhất mà bạn có thể nhận được trong trò chơi", và John Terry cũng đã tuyên bố vào năm 2005 rằng anh ấy coi đó là "giải thưởng cao quý nhất". được bình chọn bởi các chuyên gia, đồng nghiệp mà bạn thi đấu hàng tuần".

## Danh sách nhận giải
Giải thưởng đã được trao 51 lần tính đến năm 2024, với hơn 44 người chiến thắng khác nhau. Giải thưởng dành cho nữ đã được trao từ năm 2013, với chín người chiến thắng khác nhau. Bảng này cũng cho biết cầu thủ chiến thắng đã giành được một hoặc nhiều giải thưởng "cầu thủ của năm" lớn khác trong bóng đá Anh, cụ thể là giải Cầu thủ xuất sắc nhất năm của Hiệp hội Nhà báo Bóng đá (FWA), Giải thưởng của Người hâm mộ PFA. Giải thưởng Cầu thủ xuất sắc nhất năm (FPY), giải Cầu thủ trẻ xuất sắc nhất năm của PFA (YPY), giải Cầu thủ xuất sắc nhất mùa giải Premier League (PPS), Giải Ngoại hạng Giải thưởng Cầu thủ trẻ xuất sắc nhất mùa giải (PYS) và giải Cầu thủ xuất sắc nhất năm của Liên đoàn cổ động viên bóng đá (FSF).

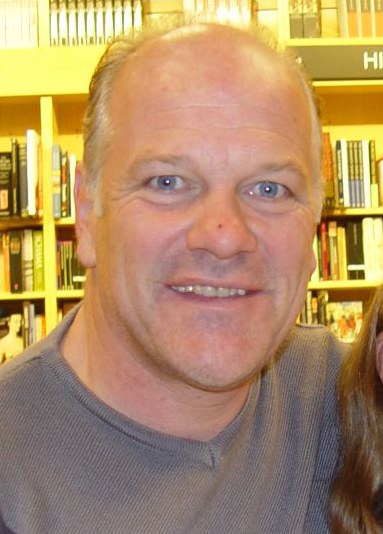
Andy Gray là cầu thủ đầu tiên sở hữu cả hai danh hiệu Cầu thủ xuất sắc nhất năm và Cầu thủ trẻ xuất sắc nhất năm trong cùng một mùa bóng.

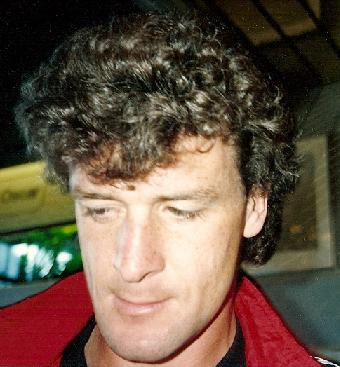
Mark Hughes là cầu thủ đầu tiên giành hai danh hiệu Cầu thủ xuất sắc nhất năm.

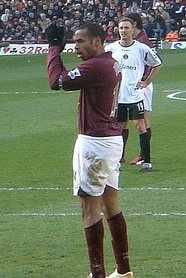
Thierry Henry là cầu thủ đầu tiên đoạt danh hiệu trong hai mùa liên tiếp.

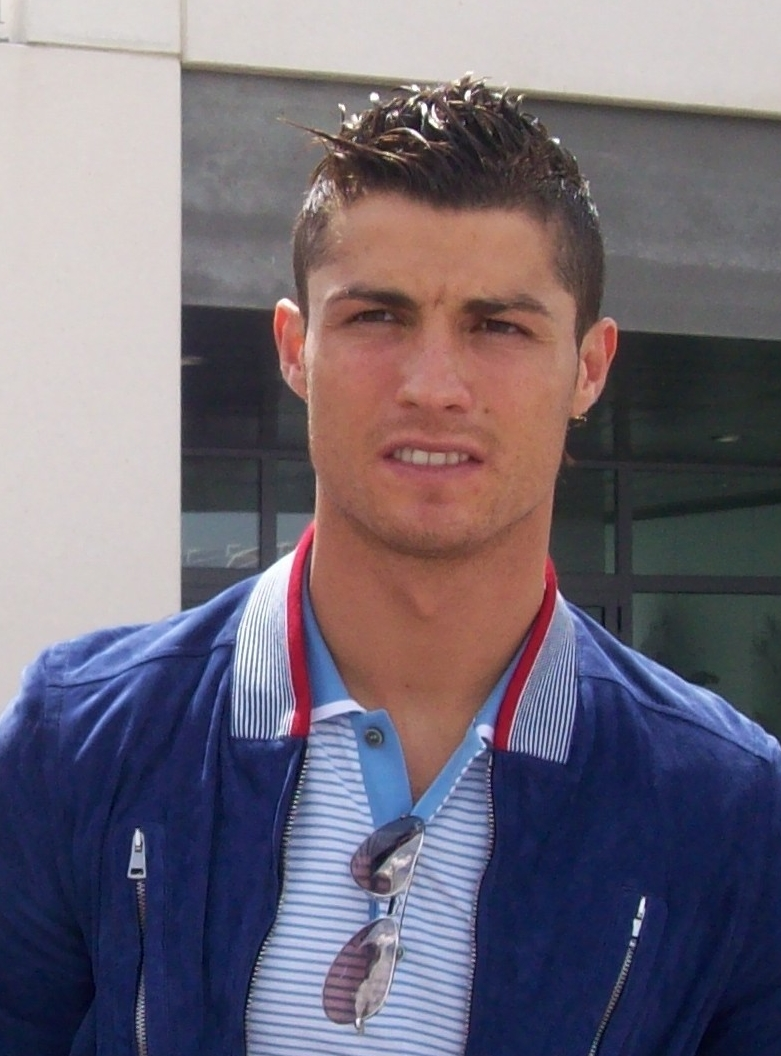
Cristiano Ronaldo giành giải hai mùa liên tiếp. Anh cũng là người đầu tiên đoạt cả bốn giải thưởng lớn trong cùng một năm.

| Năm       | Quốc tịch        | Cầu thủ               | Câu lạc bộ        | Đồng danh hiệu     | Ghi chú |
| --------- | ---------------- | --------------------- | ----------------- | ------------------ | ------- |
| 1973–74   | Anh              | Norman Hunter         | Leeds United      |                    |         |
| 1974–75   | Anh              | Colin Todd            | Derby County      |                    |         |
| 1975–76   | Bắc Ireland      | Pat Jennings          | Tottenham Hotspur |                    | [ 17 ]  |
| 1976–77   | Scotland         | Andy Gray             | Aston Villa       | YPY                | [ 18 ]  |
| 1977–78   | Anh              | Peter Shilton         | Nottingham Forest |                    |         |
| 1978–79   | Cộng hòa Ireland | Liam Brady            | Arsenal           |                    | [ 19 ]  |
| 1979–80   | Anh              | Terry McDermott       | Liverpool         | FWA                | [ 20 ]  |
| 1980–81   | Scotland         | John Wark             | Ipswich Town      |                    |         |
| 1981–82   | Anh              | Kevin Keegan          | Southampton       |                    |         |
| 1982–83   | Scotland         | Kenny Dalglish        | Liverpool         | FWA                |         |
| 1983–84   | Wales            | Ian Rush              | Liverpool         | FWA                |         |
| 1984–85   | Anh              | Peter Reid            | Everton           |                    |         |
| 1985–86   | Anh              | Gary Lineker          | Everton           | FWA                |         |
| 1986–87   | Anh              | Clive Allen           | Tottenham Hotspur | FWA                |         |
| 1987–88   | Anh              | John Barnes           | Liverpool         | FWA                |         |
| 1988–89   | Wales            | Mark Hughes           | Manchester United |                    |         |
| 1989–90   | Anh              | David Platt           | Aston Villa       |                    |         |
| 1990–91   | Wales            | Mark Hughes (2)       | Manchester United |                    | [ 21 ]  |
| 1991–92   | Anh              | Gary Pallister        | Manchester United |                    |         |
| 1992–93   | Cộng hòa Ireland | Paul McGrath          | Aston Villa       |                    |         |
| 1993–94   | Pháp             | Eric Cantona          | Manchester United |                    | [ 22 ]  |
| 1994–95   | Anh              | Alan Shearer          | Blackburn Rovers  |                    |         |
| 1995–96   | Anh              | Les Ferdinand         | Newcastle United  |                    |         |
| 1996–97   | Anh              | Alan Shearer (2)      | Newcastle United  |                    | [ 23 ]  |
| 1997–98   | Hà Lan           | Dennis Bergkamp       | Arsenal           | FWA                |         |
| 1998–99   | Pháp             | David Ginola          | Tottenham Hotspur | FWA                |         |
| 1999–2000 | Cộng hòa Ireland | Roy Keane             | Manchester United | FWA                |         |
| 2000–01   | Anh              | Teddy Sheringham      | Manchester United | FWA                |         |
| 2001–02   | Hà Lan           | Ruud van Nistelrooy   | Manchester United | FPY                |         |
| 2002–03   | Pháp             | Thierry Henry         | Arsenal           | FWA, FPY           | [ 24 ]  |
| 2003–04   | Pháp             | Thierry Henry (2)     | Arsenal           | FWA, FPY           | [ 25 ]  |
| 2004–05   | Anh              | John Terry            | Chelsea           |                    |         |
| 2005–06   | Anh              | Steven Gerrard        | Liverpool         |                    |         |
| 2006–07   | Bồ Đào Nha       | Cristiano Ronaldo     | Manchester United | FWA, FPY, YPY      | [ 26 ]  |
| 2007–08   | Bồ Đào Nha       | Cristiano Ronaldo (2) | Manchester United | FWA, FPY           | [ 27 ]  |
| 2008–09   | Wales            | Ryan Giggs            | Manchester United |                    | [ 28 ]  |
| 2009–10   | Anh              | Wayne Rooney          | Manchester United | FWA, FPY, PPS      | [ 10 ]  |
| 2010–11   | Wales            | Gareth Bale           | Tottenham Hotspur |                    | [ 29 ]  |
| 2011–12   | Hà Lan           | Robin van Persie      | Arsenal           | FWA, FPY           | [ 30 ]  |
| 2012–13   | Wales            | Gareth Bale (2)       | Tottenham Hotspur | FWA, YPY, PPS      | [ 31 ]  |
| 2013–14   | Uruguay          | Luis Suárez           | Liverpool         | FWA, FPY, PPS, FSF | [ 32 ]  |
| 2014–15   | Bỉ               | Eden Hazard           | Chelsea           | FWA, PPS           | [ 33 ]  |
| 2015–16   | Algérie          | Riyad Mahrez          | Leicester City    | FPY                | [ 34 ]  |
| 2016–17   | Pháp             | N'Golo Kanté          | Chelsea           | FWA, PPS           | [ 35 ]  |
| 2017–18   | Ai Cập           | Mohamed Salah         | Liverpool         | FWA, FPY, PPS, FSF | [ 36 ]  |
| 2018–19   | Hà Lan           | Virgil van Dijk       | Liverpool         | PPS, FSF           | [ 37 ]  |
| 2019–20   | Bỉ               | Kevin De Bruyne       | Manchester City   | PPS                | [ 38 ]  |
| 2020–21   | Bỉ               | Kevin De Bruyne (2)   | Manchester City   |                    | [ 39 ]  |
| 2021–22   | Ai Cập           | Mohamed Salah (2)     | Liverpool         | FWA, FPY           | [ 40 ]  |
| 2022–23   | Na Uy            | Erling Haaland        | Manchester City   | FWA, FPY, PPS, PYS | [ 41 ]  |
| 2023–24   | Anh              | Phil Foden            | Manchester City   | FWA, PPS           | [ 42 ]  |

## Thống kê người chiến thắng

### Theo quốc gia
| Quốc gia            | Số lần chiến thắng | Năm chiến thắng |
| ------------------- | ------------------ | --- |
| England             | 19                 | 1973–74, 1974–75, 1977–78, 1979–80, 1981–82, 1984–85, 1985–86, 1986–87, 1987–88, 1989–90, 1991–92, 1994–95, 1995–96, 1996–97, 2000–01, 2004–05, 2005–06, 2009–10, 2023–24 |
| Wales               | 6                  | 1983–84, 1988–89, 1990–91, 2008–09, 2010–11, 2012–13 |
| France              | 5                  | 1993–94, 1998–99, 2002–03, 2003–04, 2016–17 |
| Netherlands         | 4                  | 1997–98, 2001–02, 2011–12, 2018–19 |
| Scotland            | 3                  | 1976–77, 1980–81, 1982–83 |
| Republic of Ireland | 3                  | 1978–79, 1992–93, 1999–2000 |
| Belgium             | 3                  | 2014–15, 2019–20, 2020–21 |
| Portugal            | 2                  | 2006–07, 2007–08 |
| Egypt               | 2                  | 2017–18, 2021–22 |
| Northern Ireland    | 1                  | 1975–76 |
| Uruguay             | 1                  | 2013–14 |
| Algeria             | 1                  | 2015–16 |
| Norway              | 1                  | 2022–23 |

### Theo Câu lạc bộ
| Câu lạc bộ        | số lần thắng | Năm chiến thắng                                                                                     |
| ----------------- | ------------ | --------------------------------------------------------------------------------------------------- |
| Manchester United | 11           | 1988–89, 1990–91, 1991–92, 1993–94, 1999–2000, 2000–01, 2001–02, 2006–07, 2007–08, 2008–09, 2009–10 |
| Liverpool         | 9            | 1979–80, 1982–83, 1983–84, 1987–88, 2005–06, 2013–14, 2017–18, 2018–19, 2021–22                     |
| Tottenham Hotspur | 5            | 1975–76, 1986–87, 1998–99, 2010–11, 2012–13                                                         |
| Arsenal           | 5            | 1978–79, 1997–98, 2002–03, 2003–04, 2011–12                                                         |
| Manchester City   | 4            | 2019–20, 2020–21, 2022–23, 2023–24                                                                  |
| Chelsea           | 3            | 2004–05, 2014–15, 2016–17                                                                           |
| Aston Villa       | 3            | 1976–77, 1989–90, 1992–93                                                                           |
| Everton           | 2            | 1984–85, 1985–86                                                                                    |
| Newcastle United  | 2            | 1995–96, 1996–97                                                                                    |
| Leeds United      | 1            | 1973–74                                                                                             |
| Derby County      | 1            | 1974–75                                                                                             |
| Nottingham Forest | 1            | 1977–78                                                                                             |
| Ipswich Town      | 1            | 1980–81                                                                                             |
| Southampton       | 1            | 1981–82                                                                                             |
| Blackburn Rovers  | 1            | 1994–95                                                                                             |
| Leicester City    | 1            | 2015–16                                                                                             |